# Nam Nhạc Hoài Nhượng
Nam Nhạc Hoài Nhượng (zh. nányuè huáiràng 南嶽懷讓, ja. nangaku ejō), 677-744, là một Thiền sư Trung Quốc, môn đệ được truyền tâm ấn của Lục tổ Huệ Năng và là một trong hai ngọn lửa thiền chiếu sáng rực rỡ đời nhà Đường (ngọn đuốc thứ hai là Thiền sư Thanh Nguyên Hành Tư). Môn đệ lừng danh nối dòng của sư là thiền sư Mã Tổ Đạo Nhất.

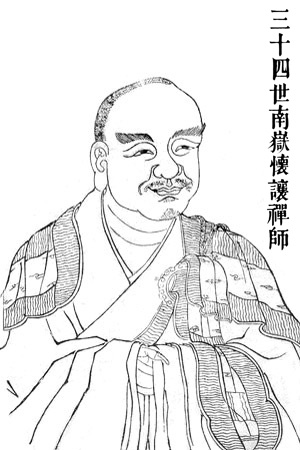

## Cơ duyên & hành trạng
Sư họ Đỗ, quê ở Kim Châu, sinh vào mồng 8 tháng 4 niên hiệu Nghi Phụng đời Đường. Khi sư còn nhỏ đã có điềm lạ huyền diệu, nhà sư có 3 người con trai, sư là người con út, tính tình nhường nhịn nên cha đặt tên là Hoài Nhượng.
Năm 10 tuổi, sư ham thích đọc kinh Phật.Lúc ấy có Tam Tạng Huyền Tĩnh ghé qua nhà thấy sư và nói với cha mẹ sư rằng: Đứa con trai này nếu xuất gia ắt được vào hàng thượng thừa, quảng độ chúng sinh.
Năm 15 tuổi, sư từ biệt người thân, đến chùa Ngọc Tuyền ở Kinh Châu, theo Luật sư Hoằng Cảnh xuất gia.
Năm Thông Thiên thứ hai, sau khi thọ giới, sư tu tập theo luật Tỳ Ni tạng, Một ngày nọ, sư tự than thở rằng: "Phàm người xuất gia nên thực hành vô vi pháp, trên trời dưới thế không gì bằng". Lúc đó người bạn đồng tuc là Thản Nhiên, biết sư chí khí cao xa nên khuyên sư cùng đến yết kiến Quốc Sư Huệ An ở Tung sơn là đệ tử đắc pháp của Ngũ Tổ Hoằng Nhẫn. Huệ An khai mở cho sư rồi chỉ đến Tào Khê tham Lục Tổ.
Sư đến Tào Khê tham yết Tổ Huệ Năng, Tổ hỏi: "Ở đâu đến?" Sư thưa: "Ở Tung Sơn đến." Tổ hỏi: "Vật gì đến?" Sư trả lời không được bèn ở lại. Sau tám năm, sư chợt tỉnh, đến trình Tổ câu trả lời sau: "Nói là một vật là không đúng."Tổ hỏi: "Lại có thể đạt được chăng?" Sư đáp: "Tu chứng tức chẳng không, nhiễm ô tức chẳng được." Tổ bèn nói: "Chính cái không nhiễm ô này là chỗ hộ niệm của chư Phật, ngươi đã như thế, ta cũng như thế. Tổ Bát-nhã Đa-la ở Tây Thiên có lời sấm rằng: Dưới chân ngươi sẽ xuất hiện con ngựa tơ đạp chết người trong thiên hạ. Ứng tại tâm ngươi chẳng cần nói sớm.
Sư ân cần hầu hạ Lục Tổ 15 năm. Năm Tiên Thiên thứ hai, sư đến núi Hành Nhạc và hoằng pháp tại chùa Bát-nhã.
Trong thời Khai Nguyên, có Sa-môn Đạo Nhất (tức Mã Tổ danh tiếng sau này) tại viện truyền pháp núi Hành Nhạc thường tập tọa thiền, sư biết là pháp khí, đến hỏi rằng: Đại đức tọa thiền cả ngày là mong muốn gì? Nhất nói: Muốn làm Phật. Sư bèn lấy một viên gạch, mài vào hòn đá trước am của Nhất. Nhất nói: Mài gạch để làm gì? Sư nói: Mài làm gương. Nhất nói: Mài gạch há thành gương được sao? Sư nói: Mài gạch đã không thành gương thì tọa thiền há làm Phật được sao? Nhất hỏi: Thế nào mới đúng? Sư nói: Như bò kéo xe, nếu xe không đi, đánh xe là đúng hay đánh bò là đúng? Nhất không có lời đối đáp. Sư lại nói: Ông học ngồi thiền hay học Phật ngồi? Nếu học ngồi thiền, thiền không có nằm ngồi. Nếu học Phật ngồi, Phật không có tướng cố định, trong pháp vô trụ, không ưng thủ xả. Nếu ông ngồi Phật tức là giết Phật. Nếu chấp vào tướng ngồi, không đạt được lý.

Nhất nghe xong lời dạy, như uống đề hồ, lễ bái, hỏi rằng: Dụng tâm thế nào thì hợp với vô tướng Tam-muội ? Sư nói: Ông học pháp môn tâm địa, giống như gieo giống. Ta thuyết pháp yếu, ví như trời mưa cam lộ, nếu duyên của ông hợp thì sẽ thấy đạo. Nhất lại hỏi: Đạo phi sắc tướng, làm sao có thể thấy ? Sư nói: Tâm địa pháp nhãn có thể thấy được đạo, vô tướng tam-muội cũng giống như vậy. Nhất nói: Đạo có thành hoại không ? Sư nói: Nếu lấy thành hoại tụ tán mà thấy đạo, thì không thấy đạo vậy. Hãy nghe bài kệ của ta:
Tâm địa hàm chư chủng
Ngộ trạch tất giai manh
Tam-muội hoa vô tướng
Hà hoại phục hà thành.
Tâm bao hàm chủng tử
Gặp mưa nẩy mầm xanh
Hoa Tam-muội vô tướng
Làm gì có hoại thành ? 
Nghe xong, thiền sư Mã Tổ Đạo Nhất liền khai ngộ, tâm ý siêu nhiên và ở lại hầu hạ sư được 10 năm, ngày càng sâu sắc.
Câu nói:Ngồi thiền làm sao có thể thành Phật được? của sư từng gây nhiều tranh cãi trong giới học giả tu tập. Thực chất tọa thiền hay tham thiền chỉ là phương tiện để tu hành, như người bị bệnh nào thì cho thuốc ấy, không có nguyên tắc nhất định, đều là dùng vào việc cứu tâm rồi rốt ráo giải thoát. Như ở trên Mã Tổ lúc đầu còn chấp vào phương tiện ngồi thiền nên sư dùng pháp đối đãi để phá chấp cho Mã Tồ, khiến cho Mã Tổ được ngộ. Tất cả pháp của Phật đều là diệu dụng giải thoát, nếu nỗ lực tu hành thì sẽ được chứng ngộ, còn chấp vào pháp mà khởi tà kiến phân biệt sự cao-thấp, mê-ngộ, ham-chê thì dễ thành tà ma ngoại đạo, bị lạc vào ma cảnh
Sư có 6 người đệ tử ruột, tất cả đều được ấn chứng, một hôm sư nói: Sáu người các ông đều chứng thân ta, mỗi người thích hợp với một món. Một người được lông mày của ta, giỏi thể hiện uy nghi (Thường Hạo). Một người được mắt của ta, giỏi ngắm nhìn (Trí Đạt). Một người được tai của ta, giỏi nghe lý (Thản Nhiên). Một người được mũi của ta, giỏi biết khí (Thần Chiếu). Một người được lưỡi của ta, giỏi đàm thuyết (Nghiêm Tuấn). Một người được tâm ấn của ta, giỏi việc cổ kim (Đạo Nhất).
Sư lại nói: Tất cả pháp đều từ tâm sanh, tâm nếu đã không sanh thì pháp không dựa vào đâu để tồn tại. Nếu đạt tới tâm địa, làm gì cũng không vướng mắc. Nếu không gặp người thượng căn, nên cẩn thận lời nói !
Ngày 11 tháng 8 năm Thiên Bảo thứ ba, sư viên tịch tại Hành Nhạc, vua ban hiệu là Đại Huệ Thiền sư, tháp hiệu Tối Thắng Luân.